# Paloma (telenowela 2019)
Paloma (oryg. Bom Sucesso) – brazylijska telenowela, emitowana na przełomie 2019 i 2020 roku.
Polska premiera telewizyjna odbyła się 16 sierpnia 2021 roku o godzinie 14.35 na antenie TTV. 

## Fabuła
Telenowela opowiada historię Palomy, która jest bardzo zapracowaną, młodą kobietą. Przez ogrom pracy, nie ma czasu, aby pomyśleć o sobie. Jej życie wywraca się do góry nogami, kiedy otrzymuje wyniki badań lekarskich, z których wynika, że pozostało jej sześć miesięcy życia. Na szczęście szybko okazuje się, że otrzymała wyniki należące do innej osoby, do Alberto. Pomiędzy Palomą i Albertem tworzy się nić porozumienia, która szybko przekształca się w przyjaźń. 
Ciężkie chwile przyniosą Palomie zmiany w życiu sercowym. Stanie przed wyborem pomiędzy Marcosem a Ramonem.

## Obsada
- Grazi Massafera jako Paloma da Silva
- Rômulo Estrela jako Marcos Prado Monteiro
- David Junior jako Ramon Madeira
- Antônio Fagundes jako Alberto Prado Monteiro
- Ingrid Guimarães jako Silvana Nolasco
- Fabiula Nascimento jako Mariana Prado Monteiro Cabral (Nana)
- Armando Babaioff jako Diogo Cabral
- Sheron Menezzes jako Gisele
- Lúcio Mauro Filho jako Mário
- Jonas Bloch jako Eric Feitosa
- Gabriel Contente jako Vicente Machado
- Giovanna Coimbra jako Gabriela da Silva
- Helena Fernandes jako Eugênia Machado
- Eduardo Galvão jako Roger Machado (Dr. Machado)
- Mariana Molina jako Evelyn
- Arthur Sales jako Felipe
- Rafael Infante jako Pablo Sánchez
- Gabriela Moreyra jako Francisca
- Antônio Carlos Santana jako Leonardo Bernárdez (Léo)
- Yasmin Gomlevsky jako Thaissa
- Felipe Haiut jako Jefferson
- Bruna Inocencio jako Alice Bernardes da Silva
- Gabrielle Joie jako Michelly
- Anderson Müller jako Antônio da Silva
- Carla Cristina Cardoso jako Luciana da Silva (Lulu)

i inni.

## Emisja w Polsce
W Polsce telenowela jest emitowana od 16 sierpnia, od poniedziałku do piątku o godzinie 14.35. Powtórki nadawane są około godziny 5.00.
Odcinki telenoweli są udostępniane prapremierowo na platformie Player, dzień przed premierą telewizyjną w TTV. 
Lektorem telenoweli jest Andrzej Leszczyński. Opracowaniem wersji polskiej zajęło się TVN.